# Апрельские тезисы

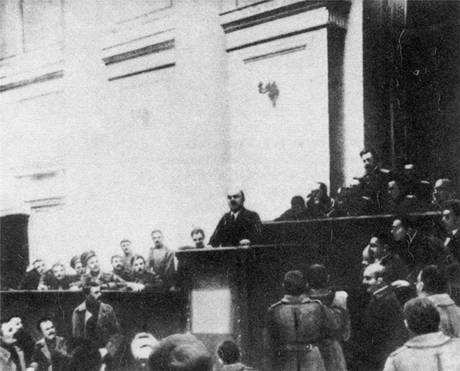
Выступление В. И. Ленина с Апрельскими тезисами с трибуны Петроградского Совета рабочих и солдатских депутатов. 4 апреля 1917 года

«Апрельские тезисы» — программа действий российских большевиков после Февральской революции, план борьбы за перерастание буржуазно-демократической революции в революцию социалистическую путём захвата власти, предложенный В. И. Лениным после возвращения в Петроград из эмиграции 3(16) апреля 1917 года. Текст тезисов был опубликован в большевистской газете «Правда» 7 (20) апреля 1917 года.

## Предпосылки
После победы Февральской революции, в условиях сложившегося «двоевластия», возникло противоречие между представителями Временного правительства и Петроградским Советом в отношении дальнейшего участия Российской империи в Первой мировой войне. Представители РСДРП(б) («большевики») в Петроградском Совете не имели значительного влияния и поддерживали политическую позицию левого большинства, стремящегося разрешить возникшее противоречие с Временным правительством методом политического диалога.
В это же время находящийся за границей руководитель радикальной РСДРП(б) В. И. Ленин, проанализировав сложившуюся ситуацию «двоевластия» в условиях продолжающейся войны, сделал вывод о том, что текущий диалог неизбежно перерастёт в давление на Временное правительство со стороны левого большинства Петроградского совета, что в свою очередь может привести к ответному силовому подавлению левого большинства в Петроградском совете Временным правительством в попытке заиметь преимущество и тем самым ослабить его позицию, а затем может и вовсе ликвидирует демократические завоевания Февральской революции (1917) в угоду договорённостям с Антантой (см. Нота Милюкова).
Ленин считал, что политический конфликт между Временным правительством и Советом в таких условиях затянется и загубит экономику государства, будет способствовать росту анархии в русской армии, что неизбежно приведёт к военному поражению на всех фронтах, с последующим выходом России из войны на максимально невыгодных для неё условиях, вплоть до потери статуса мировой державы в пользу Германии.
Считая, что по военному вопросу этот конфликт носит непримиримый, антагонистический характер, Ленин настаивал, что он может быть разрешен лишь исключительно путём передачи всей власти (включая контроль над войсками) Петроградскому совету. Учитывая что методы борьбы левых демократических сил сводились к попыткам диалога, он настаивал на том, что эти методы неэффективны в сложившихся условиях. Он заключил, что в целях усиления политического влияния РСДРП(б) необходима передача власти Петроградскому совету исключительно революционным путём.
Таким образом, Ленин сделал вывод о необходимости очередной — третьей — революции (первая революция — 1905 года), которую он классифицировал как «социалистическая», а прошедшую февральскую революцию — как «буржуазную», с учётом того, что эта вторая революция в полной мере удовлетворила лишь требования меньшинства (буржуазии), но совершенно не удовлетворяет требования большинства трудящихся (рабочих и крестьянства) в условиях войны.

## Содержание

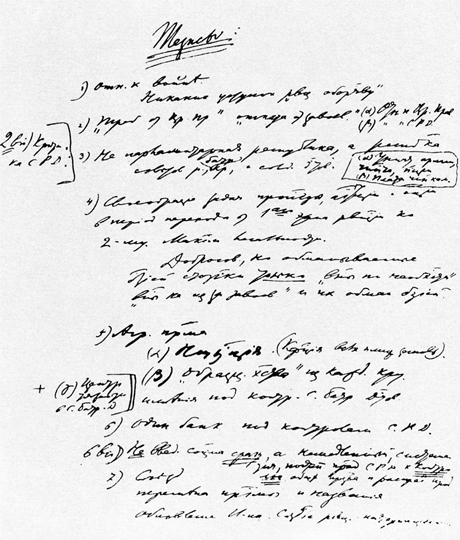
Первоначальный набросок Апрельских тезисов В. И. Ленина.

«Апрельские тезисы» включают в себя 10 положений:
1. Резкая критика войны («кончить войну истинно демократическим, не насильническим, миром нельзя без свержения капитала»), абсолютный отказ от «революционного оборончества»;
2. «Буржуазно-либеральная» стадия революции завершена, и следует переходить к революции «социалистической», в ходе которой власть должна перейти в руки пролетариата и беднейшего крестьянства;
3. «Никакой поддержки Временному правительству»;
4. Необходимость противостояния блоку мелкобуржуазных оппортунистических элементов при одновременном продвижении лозунга о необходимости перехода всей государственной власти к Советам рабочих депутатов;
5. Не парламентская республика, а республика Советов рабочих, батрацких и крестьянских депутатов по всей стране, снизу доверху, с упразднением полиции, армии и бюрократического аппарата и замене постоянной армии всеобщим вооружением народа; Плата всем чиновникам, при выборности и сменяемости всех их в любое время, не выше средней платы хорошего рабочего.
6. Аграрная реформа — конфискация всех помещичьих земель и национализация всех земель в стране;
7. Банковская реформа — слияние всех банков страны в один общенациональный банк, подконтрольный Советам рабочих депутатов;
8. Контроль Советов за общественным производством и распределением продуктов;
9. «Партийные задачи» РСДРП(б) (включая переименование в Коммунистическую партию);
10. «Обновление Интернационала».

Публикацию самих тезисов Ленин сопроводил кратким предисловием и пространным комментарием, заканчивавшимся критикой Плеханова.
Фактически в «Апрельских тезисах» были сформулированы основы ленинизма. Они стали программой действий большевиков в дооктябрьский период, служили идеологической базой для деятельности коммунистов после прихода к власти и обоснованием их системы в СССР. Изучение «Апрельских тезисов» в советское время было важной частью идеологического образования.

## Реакция в партии и обществе
Ведущие деятели большевистской фракции к началу Февральской революции в основном находились в ссылке либо в эмиграции, а потому большевики не приняли в ней организованного участия. Возвратившиеся из ссылки большевистские руководители, вошедшие наряду с меньшевиками и эсерами в состав Петросовета, склонялись к сотрудничеству с Временным правительством. Ленин же с самого начала, ещё находясь за границей, настаивал на немедленном разрыве Петросовета с Временным правительством ради активной подготовки перехода от буржуазно-демократического к следующему, «пролетарскому», этапу революции, захвату власти в интересах пролетариата и беднейшего крестьянства и прекращению империалистической войны. «Апрельские тезисы», в которых Ленин подтвердил своё неприятие парламентской республики и демократического процесса, «были встречены петроградской верхушкой большевиков с изумлением и неприязнью».
Впервые Ленин огласил «Апрельские тезисы» — тезисы своего будущего доклада «О задачах пролетариата в данной революции» — в ночь с 3 на 4 апреля на собрании большевиков в особняке Кшесинской. Речь, по свидетельству Суханова Н. Н., произвела сильнейшее впечатление на присутствующих. Однако оратор скорее удивил слушателей, чем восхитил: поддержки своим идеям Ленин не нашёл.
Затем 4 (17) апреля 1917 около 12 часов Ленин прибыл в Таврический дворец на собрание большевиков-участников Всероссийского совещания Советов рабочих и солдатских депутатов, которые готовились к проведению совместного заседания с меньшевиками для обсуждения вопроса об объединении. Здесь он впервые полностью прочёл свой доклад «О задачах пролетариата в данной революции», резко отличавшийся от уже известной позиции Каменева — Сталина, но опять не только не получил поддержки, но натолкнулся на резкие комментарии со стороны присутствовавших меньшевиков — Б. О. Богданова, И. П. Гольденберга и редактора «Известий» Ю. М. Стеклова. Содержательной дискуссии, однако, не последовало.
Собравшееся 6 (19) апреля 1917 Бюро ЦК РСДРП(б) обсудило «Апрельские тезисы» Ленина. Против тезисов выступали Г. Зиновьев, А. Шляпников, Л. Каменев, заявлявший, что Россия не созрела для социалистической революции. Он высказал предположение, что, если ленинские тезисы будут приняты, партия превратится в группу коммунистов-пропагандистов. 7 (20) апреля 1917 «Правда», несмотря на сопротивление редакционного совета, под давлением Ленина всё же опубликовала его статью «О задачах пролетариата в данной революции», которая содержала «Апрельские тезисы», однако уже на следующий день в «Правде» против «разлагающего влияния» ленинских тезисов выступил Каменев со статьёй «Наши разногласия». Подчеркнув, что «Апрельские тезисы» выражают исключительно «личное мнение» Ленина, он заявлял: «Что касается общей схемы т. Ленина, то она представляется нам неприемлемой, поскольку она исходит от признания буржуазно-демократической революции законченной и рассчитывает на немедленное перерождение этой революции в революцию социалистическую». Дискуссия по тезисам состоялась в тот же день на заседании Петербургского комитета большевиков, при голосовании — 2 «за», 13 «против», воздержался один. Было решено продолжать дискуссию в районных парторганизациях. «И тезисы, и доклад мой, — признавал Ленин, — вызвали разногласия в среде самих большевиков и самой редакции „Правды“».
Тем не менее Ленин не сдавался: настойчиво разъясняя идеи «Апрельских тезисов», он добился в короткий срок их поддержки большинством партийных организаций. В ходе развернувшейся полемики о возможности социализма в России Ленин отвергал все критические аргументы меньшевиков, эсеров и других политических противников о неготовности страны к социалистической революции ввиду её экономической отсталости, слабости, недостаточной культурности и организованности трудящихся масс, в том числе пролетариата, об опасности раскола революционно-демократических сил и неизбежности гражданской войны. «Апрельские тезисы» были одобрены 6 (19) апреля 1917 на общем собрании большевиков Петроградского района, 9 (22) апреля 1917 — на собрании большевиков Нарвского района, 10 (23) апреля 1917 — на собрании большевиков Василеостровского района, Второго городского района и др. И. В. Сталин высказался в поддержку ленинской программы уже 11 (24) апреля 1917, а 14 (27) апреля 1917 Петроградская общегородская конференция большевиков одобрила тезисы Ленина и положила их в основу своей работы. Спустя некоторое время местные организации партии также одобрили тезисы.
После острой дискуссии на VII Всероссийской (Апрельской) конференции РСДРП(б) (24—29 апреля), при участии 133 делегатов с решающим и 18 с совещательным голосом, «Апрельские тезисы» получили поддержку большинства делегатов с мест и легли в основу политики всей партии. Эта политика вызвала резкое неприятие как либеральных кругов, так и меньшевиков, которые развернули против неё активную борьбу.

## Значение
- «История международного коммунистического движения располагает соответствующими примерами коррекции стратегии во время революционной ситуации. Самый выдающийся из них — это пример партии большевиков и Ленина, под руководством которого в „Апрельских тезисах“ в 1917 году была скорректирована стратегия партии. Это послужило подготовке и успешному проведению Октябрьской социалистической революции в России» (Из выступления генсека ЦК Компартии Греции Алеки Папариги, 14.12.2011)[4].

## Издания
- Ленин В. И. Апрельские тезисы. // Ленин В. И. Полное собрание сочинений : в 55 т. / В. И. Ленин; Ин-т марксизма-ленинизма при ЦК КПСС. — 5-е изд. — М.: Гос. изд-во полит. лит., 1969. — Т. 31.